# Verzorgingsplaats Dasselaar
Verzorgingsplaats Dasselaar is een Nederlandse verzorgingsplaats gelegen aan de A28 Utrecht-Groningen tussen afrit 10 en 11 nabij Ermelo. De verzorgingsplaats heeft zijn naam ontleend aan het natuurterrein De Dasselaar dat in de nabije omgeving ligt.
Richting Groningen: Vanenburg · Dasselaar · Leuvenhorst · Willemsbos · De Kraaienberg · Bornheim · De Markte · Dekkersland · Lageveen · Smalhorst · Peelerveld · Glimmermade
Richting Utrecht: Witte Molen · Zeijerveen · De Mussels · Panjerd · Haerst ·  't Loo · Vosbergen · De Haere · Hendriksbos · Drielander · Oldenaller · Hooglanderveen